# Becplaner comú
El becplaner o espàtula comú (Platalea leucorodia) és una espècie d'ocell de la família Threskiornithidae, àmpliament distribuïda per Euràsia. És un ocell gran, ja que fa entre 80 i 93 centímetres de llarg i té una envergadura alar d'entre 120 i 135 centímetres.
El plomatge és blanc del tot, encara que els individus joves tenen plomes negres a la punta de les ales. Sobre el cap tenen una cresta que de vegades passa inadvertida. El bec és llarg, pla i de punta ampla, de color rosaci en els joves i negre en els adults, amb una taca groga a la punta. Les potes són negres i es veuen en vol esteses cap enrere.

## Hàbitat i distribució

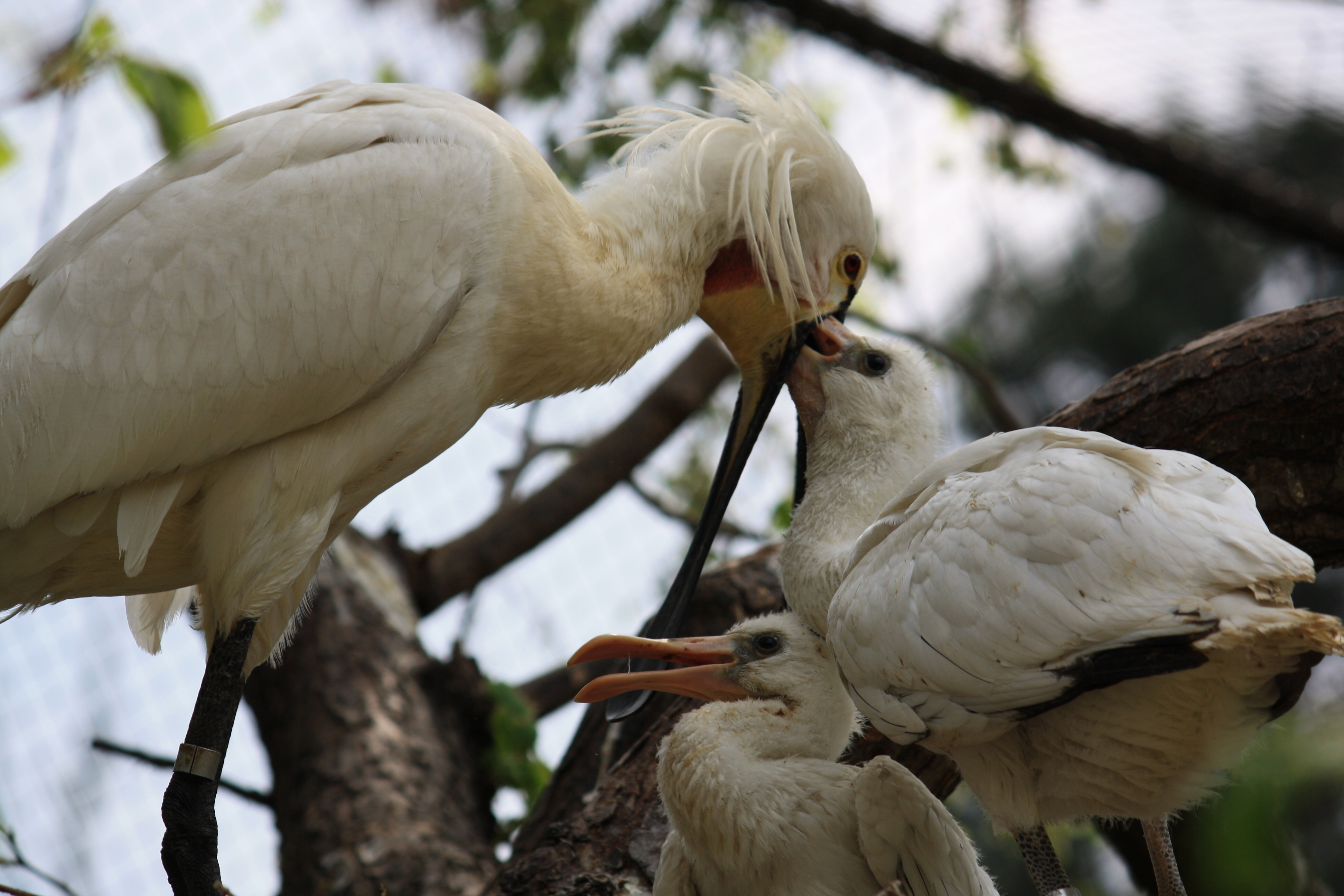
Platalea leucorodia

Habita en zones de pantans, llacs d'aigües poc profundes i salines. Té una àmplia distribució: des d'Espanya fins al Japó, passant per l'Àfrica. És una au migradora, que passa els hiverns a l'Àfrica. A Europa, es troba sobretot a la zona dels Balcans, Itàlia i l'est de la Mediterrània en general. Un gran nombre d'aquestes aus passen l'hivern en els estuaris dels rius Souss i Massa, al Marroc.
A l'estat espanyol, és estrany veure-la i només hi ha una població resident tot l'any a Doñana. Hiverna a riu Guadalhorce, el delta de l'Ebre i la ria d'Arousa. Poc freqüent a les Canàries.

## Subespècies
Es coneixen tres subespècies de Platalea leucorodia:
- Platalea leucorodia archeri Neumann, 1928
- Platalea leucorodia balsaci Naurois & Roux, 1974
- Platalea leucorodia leucorodia Linnaeus, 1758